# Platyceps florulentus
Platyceps florulentus là một loài rắn trong họ Rắn nước. Loài này được Geoffroy mô tả khoa học đầu tiên năm 1827.